# Thomas Klauser
Thomas Klauser (ur. 9 czerwca 1964 w Reit im Winkl) – niemiecki skoczek narciarski, który występował w latach 1979–1991.
W Pucharze Świata jego najlepszym sezonem był 1986/1987, w którym w klasyfikacji generalnej skoków narciarskich zajął 13. miejsce. W całej swojej karierze pięć razy stał na podium po konkursach Pucharu Świata, ale ani razu na najwyższym stopniu.
Brał udział w konkursach skoków narciarskich na igrzyskach olimpijskich w Calgary (1988), na mistrzostwach świata w narciarstwie klasycznym w Oberstdorfie (1987) i w Lahti (1989) oraz na mistrzostwach świata w lotach narciarskich w Bad Mitterndorf (1986) i w Vikersund (1990).
Na najlepszych dla niego zawodach, podczas zimowych igrzysk olimpijskich w Calgary zajął 4. miejsce w konkursie indywidualnym na dużej skoczni oraz 6. miejsce w konkursie  drużynowym (Andreas Bauer, Peter Rohwein,  Thomas Klauser, Josef Heumann) również na dużej skoczni.
Równie dobre były dla niego mistrzostwa świata w narciarstwie klasycznym w 1987 w Oberstdorfie, podczas których zajął 5. miejsce na dużej skoczni oraz mistrzostwa świata w lotach narciarskich w 1986 w Bad Mitterndorf i w 1990 w Vikersund, gdzie zajął odpowiednio 6. i 8. miejsce.

## Puchar Świata w skokach narciarskich

### Miejsca w klasyfikacji generalnej
- sezon 1980/1981[1]: 66.
- sezon 1982/1983[2]: 34.
- sezon 1983/1984[3]: 52.
- sezon 1984/1985[4]: 20.
- sezon 1985/1986[5]: 50.
- sezon 1986/1987[6]: 13.
- sezon 1987/1988[7]: 46.
- sezon 1988/1989[8]: 19.
- sezon 1989/1990[9]: 32.

### Miejsca na podium chronologicznie
1. Thunder Bay (CAN) – 7 grudnia 1986 (2. miejsce)
2. Oberstdorf (GER) – 30 grudnia 1986 (2. miejsce)
3. Planica (JUG) – 14 marca 1987 (3. miejsce)
4. Lake Placid (USA) – 11 grudnia 1988 (3. miejsce)
5. Örnsköldsvik (SWE) – 7 marca 1990 (3. miejsce)

## Igrzyska olimpijskie
- Indywidualnie
  - 1984 Sarajewo (YUG) – 47. miejsce (normalna skocznia)
  - 1988 Calgary (CAN) – 4. miejsce (duża skocznia), 47. miejsce (normalna skocznia)
- Drużynowo
  - 1988 Calgary (CAN) – 6. miejsce (duża skocznia)

## Mistrzostwa świata w skokach narciarskich
- Indywidualnie
  - 1987 Oberstdorf (GER) – 5. miejsce (duża skocznia)
  - 1989 Lahti (FIN) – 45. miejsce (duża skocznia), 16. miejsce (normalna skocznia)

## Mistrzostwa świata w lotach narciarskich
- Indywidualnie
  - 1985 Planica (SŁO) – 8. miejsce
  - 1986 Bad Mitterndorf (AUT) – 6. miejsce
  - 1990 Vikersund (NOR)[10] – 8. miejsce